# Schlagwetterpfeife
Eine Schlagwetterpfeife ist ein Instrument zur prophylaktischen Schlagwetteranzeige.

## Geschichte

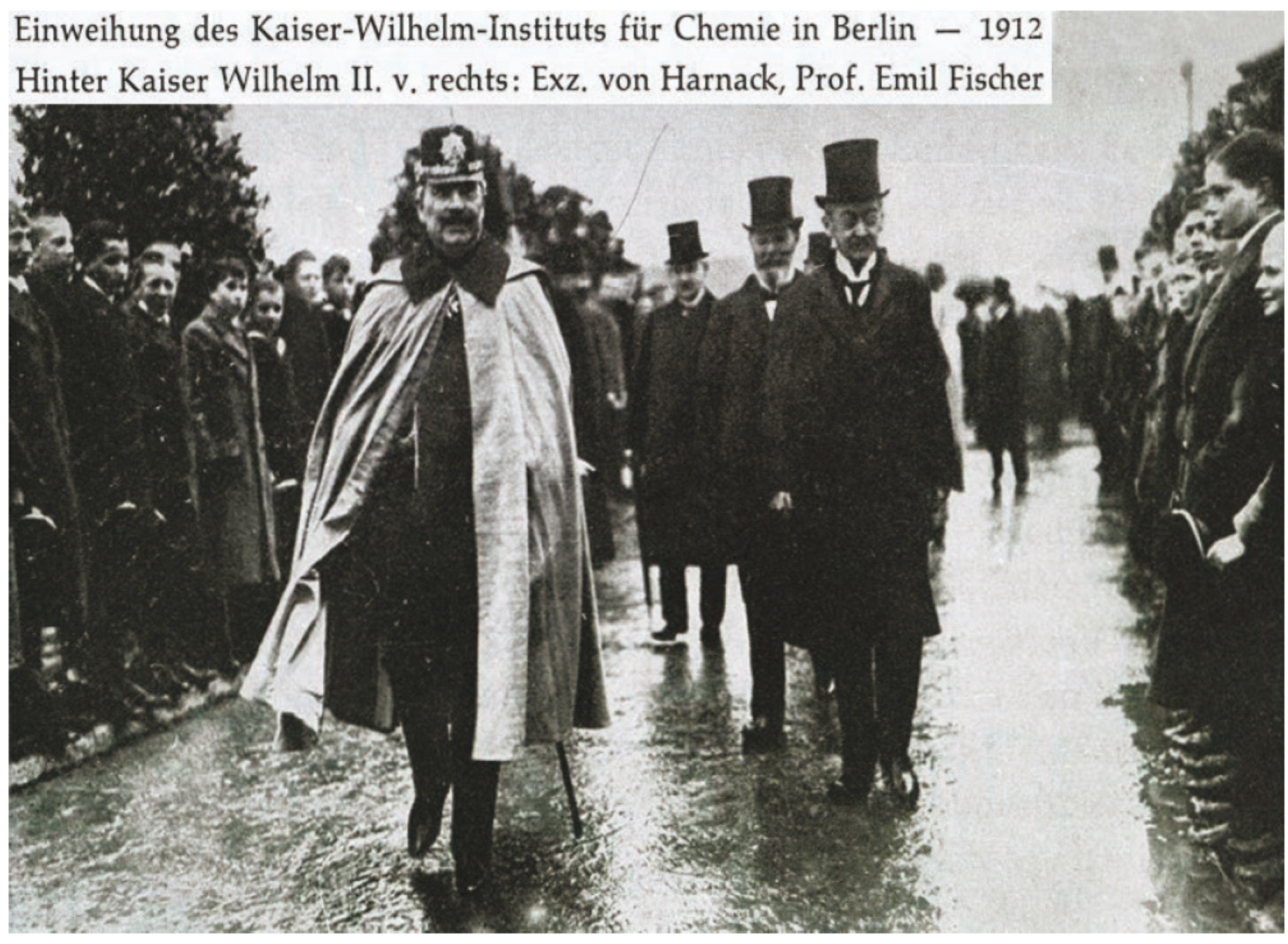
Kaiser Wilhelm II. auf dem Weg zur Einweihung des Kaiser-Wilhelm-Instituts für Chemie und des Kaiser-Wilhelm-Instituts für physikalische Chemie und Elektrochemie (1912)

Kaiser Wilhelm erteilte Fritz Haber im Jahr 1912 kurz nach der Eröffnung des Kaiser-Wilhelm-Instituts für physikalische Chemie und Elektrochemie in Berlin den Auftrag, ein Warngerät für das Auftreten von Schlagwettern zu konstruieren. Innerhalb eines Jahres entwickelte er die Schlagwetterpfeife und stellte diese dem Kaiser in einem Vortrag am 28. Oktober 1913 vor.
Haber trieb die Vermarktung des Gerätes voran und schloss schließlich einen Vertrag mit der Auergesellschaft ab. In der Praxis konnte sich das Gerät allerdings nicht durchsetzen, da die Kalibrierung der Pfeifen in der Zechenpraxis nicht praktikabel war. Im Jahr 1925 sind die Arbeiten an der Schlagwetterpfeife endgültig eingestellt worden.

## Funktion
Bei gleichzeitiger Benutzung von zwei gleichgestimmten Pfeifen, von denen eine mit atmosphärischer Luft und die zweite mit einem anderen Gas angeblasen wird, ergeben die beiden sehr nahe beieinander liegenden Töne eine sogenannte Schwebung. Die Funktion der Schlagwetterpfeife beruht darauf, dass der Ton beim Blasen einer Pfeife von der Schallgeschwindigkeit im Gas abhängt. Die Schallgeschwindigkeiten von Grubengas und Luft unterscheiden sich etwa um 31 %. Für ein 1-prozentiges Methan-Luft-Gemisch ist die Schallgeschwindigkeit entsprechend etwa 1,0031-mal so groß wie Luft. Sind die Pfeifen auf 440 Hz in Luft gestimmt, hat die Luft-Methan-Pfeife eine Frequenz von 440 Hz · 1,0031 = 441,4 Hz. Bläst man in zwei gleich gestimmte Pfeifen einmal mit Luft als Vergleich und einem Luft-Methan-Gemisch, so erzeugen die nahe beieinander liegenden Töne eine deutlich hörbare Schwebung. Die Wellenlänge λ ist mit der Frequenz {\displaystyle f} und Schallgeschwindigkeit {\displaystyle c} gemäß der Formel {\displaystyle \lambda ={\tfrac {c}{f}}} verknüpft, wobei die Wellenlänge durch die Länge der Pfeife gegeben ist. Ändert sich das Gasgemisch im Resonator, so ändert sich sein Resonanzspektrum. Mittels eines Absorbers wurden störende Luftbestandteile wie Luftfeuchtigkeit und Kohlenstoffdioxid abgeschieden. Die Schlagwetterpfeife zeigte Methangehalte in der Grubenluft ab etwa 1 Vol.-% sicher an.